# Versenyfutás a tengerhez
A „Versenyfutás a tengerhez” az első világháborúban a marne-i csatát követő gyors hadműveletek és kisebb csaták sora volt 1914. szeptember közepétől kezdve október közepéig, melyek során mind a brit-francia erők, mind a német császári csapatok többször kíséreltek meg átkaroló, bekerítő műveletekkel az ellenfél hátába kerülni.

## Előzmények
1914 augusztusában Németország csapatai a Schlieffen-tervnek megfelelően betörtek Belgiumba, majd a Brüsszel – Charleroi vonalon délre fordulva 200 kilométer megtételével 10 nap alatt Franciaország szívébe jutottak. A Párizsig előretörő 1. német hadsereg jobbszárnya teljesen fedezetlen maradt, ezt kihasználva a franciák a marne-i csatában vereséget mértek a németekre. A németek az Aisne vonaláig húzódtak vissza, ahol védelembe mentek. Amiens és Gent között egy hatalmas rés tátongott mindkét fél frontvonalán. Már a marne-i csata másnapján elkezdődtek a hadmozdulatok annak érdekében, hogy a hatalmas résen keresztül az ellenfél hátába juthassanak.

## Hadműveletek

### A verseny kezdeti szakasza

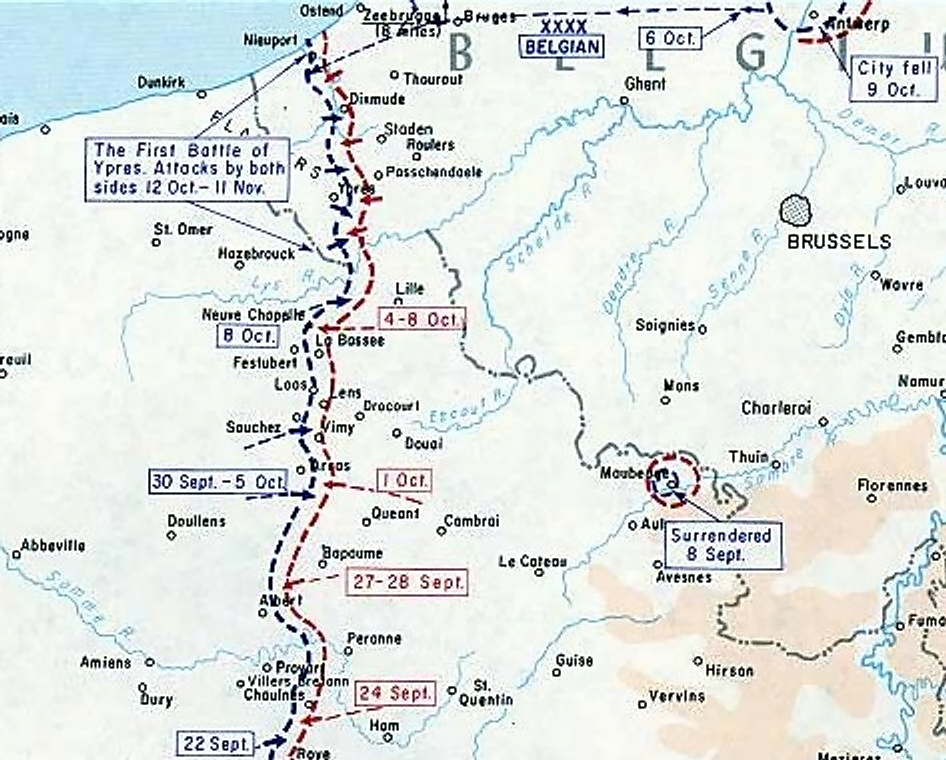
Versenyfutás a tengerig – A nyugati front helyzete 1914 októberében

A német védvonal Compiègne-től kezdve keleti irányban húzódott egészen Verdunig, majd tovább a Vogézek vonalát követve Svájcig. A francia hadvezetés a XVII. terv  teljes csődjéből tudta, hogy beásott gyalogság ellen reménytelen bármiféle roham, ezért a Compiégne-től nyugatra eső területen törekedett átütő siker elérésére.
Joffre úgy határozott, hogy a Párizstól keletre tartózkodó Brit Expedíciós hadsereget kivonja az Aisne vonalából és vonatokon Párizs érintésével Lille környékére küldi, ahol megkezdi keleti irányú előrenyomulását és a németek bekerítését. A francia terv több helyen is súlyos nehézségbe ütközött. Az egy hónapja folyamatosan zajló harcokban a britek teljesen kimerültek. Üzemanyaguk és lőszerük elfogyott, ellátmányozási nehézségekkel küzdöttek. A vasút gördülőállománya nagyrészt a németek által elfoglalt területen rekedt, néhol teljes volt a fejetlenség.
A német hadsereg ennél sokkal nagyobb nehézségekkel nézett szembe. Ők is kimerültek és soraikat rendezniük kellett. Utánpótlási vonalaik messzire nyúltak. Belgiumban gerillaháború bontakozott ki a németek ellenében. A „franktirőr”-ök („franc-tireurs”, ~szabad lövészek) megtámadták a német posztokat, utánpótlást szállító vonatokat gyújtottak fel, raktárakat fosztottak ki. A németek a polgári lakosság körében elkövetett kivégzésekkel próbálták elejét venni a gerillaharcnak. Ennél súlyosabb probléma volt, hogy az előretörés során számos kisebb-nagyobb erődítményt kerültek ki. A belga hadsereg 80 000 katonája Antwerpenben elsáncolta magát és erősen védték a franciák Maubeuge erődjét is. A Moltkét a nyugati front parancsnokságában felváltó Falkenhayn Elzászból Compiégne városától nyugatra vezényelte a 6. német hadsereget, hogy azok egy délnyugati irányú támadással Párizs irányában karolják át az antant erőit.

### Antwerpen ostroma
A németek stratégiai érdeke volt, hogy seregük elfoglalja Franciaország Angliához legközelebb eső szegletét, Dunkerque és Calais környékét. A belga haderő ütőképes alakulatai azonban a megerősített Antwerpen körül ásták be magukat, majd szeptember 25-én kitörtek a városból, bekerítéssel fenyegetve a Csatornát megcélzó német támadóék jobbszárnyát. Falkenhayn azonnal visszaparancsolta a tengerparthoz közelítő csapatait és elrendelte Antwerpen ostromát. Nehéztüzérséget állítottak fel és lövetni kezdték a menekültekkel teli várost.
Az angolok mindenképpen el szerették volna kerülni, hogy Calais német kézre kerüljön, ezért mindent megtettek, hogy Antwerpen az antanterők kezén maradjon. A városba küldték Churchillt, de elkéstek. A várost felmenteni képes hadosztály csak október 6-án érkezett meg Zeebruggebe. Antwerpen belga védői a túlerővel szemben képtelenek voltak tartani a kikötővárost. A parancsnokság az evakuálás mellett döntött. A 80 000 belga katona október 9-én éjjel megkezdte a visszavonulást nyugat felé. Másnap Antwerpen hatalmas készleteivel és 1300 ágyújával a németek kezére került. Antwerpen ostroma súlyos időveszteséget okozott a németeknek. Az ostrom alatt francia és brit erők érkeztek a Csatorna partjára és védőállásokat foglaltak el. A németek nem tudták elérni kitűzött stratégiai céljukat, a Csatorna partjának megszerzését.

### A front megszilárdul
Szeptember 20-án úgy látszott, hogy az Elzászból érkező 6. német hadsereg Compiégne-t nyugatról megkerülve képes lesz áttörést kierőszakolni Párizs felé. A franciák a sebtében felállított 6. francia hadsereget vezényelték a rés eltömésére. Elkeseredett harcok árán megállították a német támadást és október elejére a Somme és az Aisne között megszilárdult a front. Október 3-án megkezdődött a brit csapatok kivonása Párizs térségéből. Az utasítás szerint a britek Arras környékére indultak, hogy a 6. német hadsereget egy északi átkaroló művelettel kimozdítsák az elfoglalt védekező pozícióból. A britek október 10-ére elérték a kijelölt terepszakaszt és megkezdték támadásukat kelet felé. A német hadvezetés sebtében a Maubeuge ostromát éppen befejező kimerült hadosztályt küldte ellenük, akik súlyos harcokban meggátolták a brit áttörést.

## A csata következményei
Az egymást átkarolni akaró hadműveletek 1914 októberének elejére már a tengerparthoz közeledtek. A résekbe betörni igyekvő, de aztán mindig elakadó kimerült hadseregek védekező állásokat vettek fel. Az Angliából érkező és az Antwerpen ostromából felszabaduló seregek egy kialakult frontvonalra érkeztek. Néhány nappal később Ypres-nél már a küzdelem új formája bontakozott ki: az állóháború. Szilárd frontvonal alakult ki, mely a következő négy évben alig változott valamennyit.
A tengerpartig tartó hatalmas versenyfutásban a németek ismét nagy területet nyertek, de stratégiai vereséget szenvedtek. Nem érték el a Csatorna partját és nem tudták megakadályozni, hogy az angolok közvetlenül a frontra küldhessenek utánpótlást. Franciaország kimerült ugyan, de stabil védővonalat alakított ki és megkezdhette megtépázott haderejének újjászervezését. Belgium 90%-a német kézre került. Megmenekült viszont a belga hadsereg 100 000 katonája, akik továbbra is részt vettek hazájuk nyugati szegélyének védelmében.

## Lásd még
- Első világháború
- Az első világháború nyugati frontja